# Bassiana duperreyi
Espèce
Synonymes
- Tiliqua duperreyi Gray, 1838

Bassiana duperreyi est une espèce de sauriens de la famille des Scincidae.

## Répartition
Cette espèce est endémique d'Australie. Elle se rencontre dans les États du Victoria, de Nouvelle-Galles du Sud, d'Australie-Méridionale et de Tasmanie.

## Étymologie
Cette espèce est nommée en l'honneur de Louis Isidore Duperrey.

## Publication originale
- Gray, 1839 "1838" : Catalogue of the slender-tongued saurians, with descriptions of many new genera and species. Annals and Magazine of Natural History, sér. 1, vol. 2, p. 287-293 (texte intégral).